# Richard Coyle
Richard Coyle (Sheffield, 27 febbraio 1972) è un attore britannico.

## Biografia
Ha quattro fratelli. Ha studiato scienze politiche dal 1991 al 1994, in seguito si è iscritto ad una prestigiosa scuola, la Bristol Old Vic Theatre School, dove è stato notato da Franco Zeffirelli.

## Filmografia

### Cinema
- La legge dell'amore (What Rats Won't Do), regia di Alastair Reid (1998)
- Up Rising (1999)
- Human Traffic, regia di Justin Kerrigan (1999)
- Topsy-Turvy - Sotto-sopra (Topsy-Turvy), regia  Mike Leigh (1999)
- Young Blades, regia di Mario Andreacchio (2001)
- Happy Now, regia di Philippa Cousins (2001)
- Friday Night In, regia di Ruth Coulson – cortometraggio (2003)
- The Libertine, regia di Laurence Dunmore (2004)
- Un'ottima annata - A Good Year (A Good Year), regia di Ridley Scott (2006)
- Franklyn, regia di Gerald McMorrow (2008)
- Prince of Persia - Le sabbie del tempo (Prince of Persia: The Sands of Time), regia di Mike Newell (2010)
- Linea nemica - 5 Days of War (5 Days of War), regia di Renny Harlin (2011)
- W.E. - Edward e Wallis (W.E.), regia di Madonna (2011)
- Pusher, regia di Luis Prieto (2012)
- Guida alle ricette d'amore The Food Guide to Love), regia di Dominic Harari e Teresa Pelegri (2013)
- Animali fantastici - I segreti di Silente, regia di David Yates (2022)
- Capi di Stato in fuga (Heads of State), regia di Il'ja Najšuller (2025)

### Televisione
- The Life and Crimes of William Palmer – miniserie TV (1998)
- Macbeth, regia di Michael Bogdanov – film TV (1998)
- Wives and Daughters – miniserie TV (1999)
- Greenstone – serie TV (1999)
- Hearts and Bones – serie TV, episodio 1x02 (2000)
- Dalziel and Pascoe – serie TV, episodio 5x01 (2000)
- Lorna Doone, regia di Mike Barker – film TV (2000)
- Coupling – serie TV, 22 episodi (2000-2002)
- Sword of Honour, regia di Bill Anderson – film TV (2001)
- Othello, regia di Geoffrey Sax – film TV (2001)
- Strange – miniserie TV, 7 episodi (2002-2003)
- Gunpowder, Treason & Plot – miniserie TV (2004)
- The Best Man, regia di Alex Pillai – film TV (2006)
- Covert Affairs – serie TV, 7 episodi (2012)
- Crossbones – serie TV, 9 episodi (2014)
- A.D. - La Bibbia continua (A.D.: The Bible Continues) – miniserie TV (2015)
- The Collection – serie TV, 8 episodi (2016)
- The Fall - Caccia al serial killer (The Fall) – serie TV, episodi 3x01-3x04-3x06 (2016)
- Hard Sun – serie TV, episodi 1x03-1x04 (2018)
- Le terrificanti avventure di Sabrina (Chilling Adventures of Sabrina) – serie TV, 36 episodi (2018-2020)
- Then You Run – miniserie TV (2023)

## Doppiatori italiani
Nelle versioni in italiano delle opere in cui ha recitato, Richard Coyle è stato doppiato da:
- Giorgio Borghetti in W.E. - Edward e Wallis, The Fall - Caccia al Serial Killer, Capi di Stato in fuga
- Roberto Draghetti in Un'ottima annata - A good year, Prince of Persia - Le sabbie del tempo
- Riccardo Niseem Onorato in Franklyn, Covert Affairs
- Stefano Crescentini in Coupling
- Vittorio Guerrieri in The Libertine
- Alessandro Quarta in Linea nemica - 5 Days of War
- Lorenzo Scattorin in Pusher
- Massimiliano Manfredi in A.D. - La Bibbia continua
- Alessio Cigliano in The Collection
- Stefano Benassi in Hard Sun
- Ruggero Andreozzi in Le terrificanti avventure di Sabrina
- Simone Mori in Animali fantastici - I segreti di Silente